# Agave valenciana
Agave valenciana är en sparrisväxtart som beskrevs av Cházaro och A.Vázquez. Agave valenciana ingår i släktet Agave och familjen sparrisväxter. Inga underarter finns listade i Catalogue of Life.